# Nagycserkesz
Nagycserkesz község Szabolcs-Szatmár-Bereg vármegyében, a Nyíregyházi járásban.

## Fekvése
Nyíregyháza nyugati agglomerációjában helyezkedik el, a megyeszékhelytől és Tiszavasváritól egyaránt nagyjából azonos, mintegy 15 kilométernyi távolságra; mindkét település felől a 36-os főúton érhető el. Tiszalökkel a 3612-es, Tiszaeszlárral a 3634-es, Nyírtelek Belegrád, Görögszállás és Varjúlapos településrészeivel a 3635-ös, utóbbi település központjával pedig a 3636-os út köti össze.
Különálló településrésze Cigánybokor, mely Nagycserkesztől körülbelül 6 kilométerre délre fekszik. 2011-es adatok szerint a településrész lakónépessége 75 fő, a lakások száma 29, a nem lakott üdülők száma pedig 1. Menetrendszeri autóbusz-közlekedés köti össze Nagycserkesszel és Nyíregyházával. Cigánybokor a 35 126-os számú mellékút végpontjánál fekszik – ezen érhető el Vadasbokor és Nádasbokor is –, Magyarbokor és Bájibokor településrészekre pedig a 35 125-ös számú mellékút vezet.

## Története
A megyeszékhely szomszédságában fekvő, jelentős külterülettel rendelkező község korábbi múltja homályba vész. Nem lehet egyértelműen állítani, hogy állandóan lakott település lett volna, de az bizonyos, hogy 1433-tól a Báthori-család birtokai közé tartozott. Az 1700-as években elnéptelenedett területre 1753-ban érkeztek szlovák telepesek, s bokortanyák létrehozásával egyedülálló településformát alakítottak ki Magyarországon.
A mai község két központi tirpák bokortanya (Bundásbokor és Siposbokor) összevonásával, és az azt körülvevő további 14 különálló bokortanyával együtt 1952 óta alkot önálló települést. A lakónépesség összetétele nagyot változott a II. világháború után - 1946-48 között - a csehszlovák és magyar kormány között kötött Csehszlovák–magyar lakosságcsereegyezmény alapján, amikor az itteni szlovák lakosságból több család kitelepült a csehszlovákiai lévai járásba. Helyükre az érsekújvári járásból - az ottani magyar lakosságból ugyanilyen számú családot telepítettek át

## Közélete

### Polgármesterei
- 1990–1994: Tomasovszki János (független)[6]
- 1994–1998: Tomasószki János (független)[7]
- 1998–2002: Tomasószki János (független)[8]
- 2002–2006: Luzsinszki Lajosné (független)[9]
- 2006–2010: Luzsinszki Lajos Lászlóné (független)[10]
- 2010–2014: Luzsinszki Lajos Lászlóné (független)[11]
- 2014–2019: Kiss Józsefné (független)[12]
- 2019–2024: Kiss Józsefné (független)[13]
- 2024– : Kiss Józsefné (független)[1]

## Népesség
A település népességének változása:
| Lakosok száma | 1785 | 1784 | 1778 | 1585 | 1637 | 1559 | 1530 |
|               | 2013 | 2014 | 2015 | 2021 | 2022 | 2023 | 2024 |

2001-ben a település lakosságának 82%-a magyar, 18%-a cigány nemzetiségűnek vallotta magát.
A 2011-es népszámlálás során a lakosok 92,2%-a magyarnak, 28,1% cigánynak, 0,4% németnek, 0,2% románnak, 0,3% szlováknak mondta magát (7,7% nem nyilatkozott; a kettős identitások miatt a végösszeg nagyobb lehet 100%-nál). A vallási megoszlás a következő volt: római katolikus 23%, református 6,2%, görögkatolikus 5,5%, evangélikus 37,8%, felekezeten kívüli 12,6% (13,6% nem válaszolt).
2022-ben a lakosság 91,3%-a vallotta magát magyarnak, 1,5% cigánynak, 0,2% szlováknak, 0,2% románnak, 0,1-0,1% németnek és örménynek, 1,3% egyéb, nem hazai nemzetiségűnek (8,7% nem nyilatkozott; a kettős identitások miatt a végösszeg nagyobb lehet 100%-nál). Vallásuk szerint 8,7% volt római katolikus, 5,3% református, 2,1% görög katolikus, 20,3% evangélikus, 0,7% egyéb keresztény, 4,6% felekezeten kívüli (57,8% nem válaszolt).

## Nevezetességei
- Evangélikus templom
- Nagycserkeszi Asszonykórus Egyesület
- NAGY-IM ifjúsági szervezet
- A településtől délre halad el a szarmaták által 324 és 337 között épített, az Alföldet körbekerülő Csörsz-árok vagy más néven Ördögárok nyomvonala